# La Varenne (Maine-et-Loire)
Pour les articles homonymes, voir Varenne.
Ne doit pas être confondu avec Varennes-sur-Loire.
La Varenne est une ancienne commune française située dans le département de Maine-et-Loire, en région Pays de la Loire, devenue le 15 décembre 2015 une commune déléguée au sein de la commune nouvelle d'Orée d'Anjou.

## Géographie
Localité ligérienne du Nord des Mauges, La Varenne est située entre la rive sud de la Loire et la Divatte, à la limite de Maine-et-Loire et de la Loire-Atlantique, à 25 km à l'est de Nantes, 15 km à l'ouest d'Ancenis et 70 km à l'ouest d'Angers.
Les communes limitrophes sont Champtoceaux en Maine-et-Loire, Barbechat, La Chapelle-Basse-Mer, Le Cellier et Oudon dans la Loire-Atlantique.
Une île sur la Loire dépend administrativement de la commune : l'île Moron.

## Urbanisme
Selon le classement établi par l’Insee en 1999, La Varenne est une commune rurale monopolarisée qui fait partie de l'aire urbaine de Nantes et de l'espace urbain de Nantes-Saint-Nazaire (voir la page communes de la Loire-Atlantique), bien qu'elle soit située en Maine-et-Loire.

## Toponymie et héraldique

### Toponymie
Le mot « varenne » signifierait terre sableuse, terre d'alluvions et rappelle la présence forte de la Loire, de ses bras (boires d'Anjou et de Chapoin, boire Saint-Nicolas) et de la rivière frontalière voisine de la Divatte.
La localité est attestée sous sa forme latine Varennam  dès 1123 .

### Héraldique
| Blason de La Varenne | Blason  | Vin et Loire me font gloire De gueules à la fasce ondée haussée d'argent, à la grappe de raisin d'or.                                                                                                |
| Blason de La Varenne | Détails | Commune viticole sur la rive gauche de la Loire. Du temps de la marine à voile, au lieu-dit la Queue de la Luce, barriques et sabots embarquaient dans les toues et les gabares. Archives communales |

Georges Aubert, maire de la commune de 1959 à 1964, entrepris des recherches auprès des archives départementales afin de savoir si sa commune n'a jamais possédé d'armoiries. Après discussion avec monsieur le conservateur, puis délibération du conseil municipal approuvée par M. le préfet, le projet fut adopté en 1963.

## Histoire

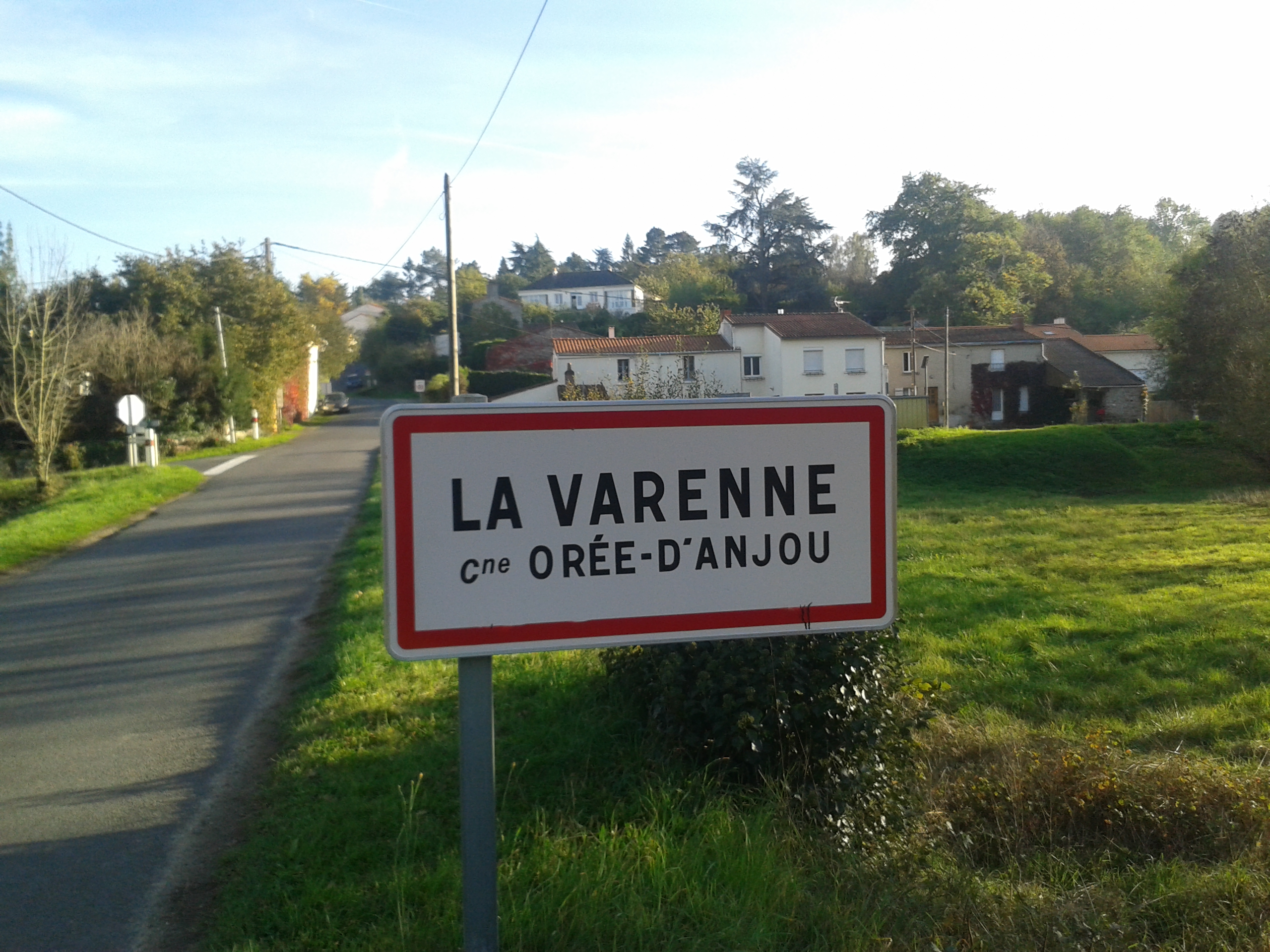
Panneau d'entrée dans la Varenne. Depuis 2015, elle fait partie de la commune d'Orée d'Anjou.

Historiquement, La Varenne fait partie des Marches de Bretagne-Anjou (qui s'étendent de la région de Champtoceaux à Montfaucon), dans les Mauges.
Au Xe siècle, Foulque Nerra conquiert de nouveaux territoires et étend l'Anjou vers l'ouest jusqu'à la rivière Divatte et le sud en conquérant les Mauges.
Sur le plan territorial, juridique et politique, La Varenne dépendra des duché et comté d'Anjou.
Sur le plan religieux, la paroisse de La Varenne restera tout comme Champtoceaux, La Boissière-du-Doré, Landemont, Liré, Montfaucon et quelques autres villages angevins, dépendant du diocèse de Nantes jusqu'à la Révolution française. En 1790, toutes ces communes, sauf La Boissière-du-Doré, rejoindront le diocèse d'Angers et le tout nouveau département de Maine-et-Loire.
Pendant les Guerres de Vendée, le 27 ventôse An II (lundi 17 mars 1794), la 9e Colonne Infernale, commandée par le général de brigade Étienne Cordellier, traverse la commune de Champtoceaux (49) pour se rendre à La Chapelle-Basse-Mer (44). Ce jour-là, 38 personnes seront déclarées décédées sur les registres de La Varenne (36 hommes et 2 femmes). Le plus jeune avait 19 ans, le plus âgé 91 ans.
Le 19 juin 1940, les forces allemandes qui depuis le matin, envahissent le Maine-et-Loire, bombardent les troupes françaises en débâcle et font trois morts parmi les soldats traversant le territoire de La Varenne.
En 2014, un projet de fusion de l'ensemble des communes de l'intercommunalité au sein d'une commune nouvelle se dessine. L'ensemble des conseils municipaux se sont prononcés favorablement au projet de cette nouvelle entité entre le 1er et le 8 juillet 2015, laquelle fut baptisée Orée d'Anjou.

## Politique et administration

### Administration municipale

#### Administration actuelle
Depuis le 15 décembre 2015, La Varenne constitue une commune déléguée au sein de la commune nouvelle d'Orée d'Anjou et dispose d'un maire délégué.
| Période                                  | Période  | Identité           | Étiquette | Qualité |
| ---------------------------------------- | -------- | ------------------ | --------- | ------- |
| 15 décembre 2015                         | mai 2020 | Jean-Charles Juhel |           |         |
| mai 2020                                 | En cours | Isabelle Billet,   |           |         |
| Les données manquantes sont à compléter. |          |                    |           |         |

#### Administration ancienne
| Période                                  | Période       | Identité           | Étiquette | Qualité                 |
| ---------------------------------------- | ------------- | ------------------ | --------- | ----------------------- |
| 1989                                     | mars 2008     | STAUB Bernard      |           | Ingénieur informaticien |
| mars 2008                                | mars 2014     | Daniel Pinier      |           |                         |
| mars 2014                                | décembre 2015 | Jean-Charles Juhel |           | Professeur/distillateur |
| Les données manquantes sont à compléter. |               |                    |           |                         |

### Ancienne situation administrative
La commune était membre en 2015 de la communauté de communes du canton de Champtoceaux, elle-même membre du syndicat mixte Pays des Mauges. La création de la commune nouvelle d'Orée d'Anjou entraîne sa suppression à la date du 15 décembre 2015, avec transfert de ses compétences à la commune nouvelle
Jusqu'en 2014, Saint-Sauveur-de-Landemont fait partie du canton de Champtoceaux et de l'arrondissement de Cholet. Le canton compte alors les neuf mêmes communes que celles intégrées dans l'intercommunalité. C'est l'un des quarante-et-un cantons que compte le département ; circonscriptions électorales servant à l'élection des conseillers généraux, membres du conseil général du département. Dans le cadre de la réforme territoriale, un nouveau découpage territorial pour le département de Maine-et-Loire est défini par le décret du 26 février 2014. Le canton de Champtoceaux disparait et la commune est rattachée au canton de La Pommeraye, avec une entrée en vigueur au renouvellement des assemblées départementales de 2015.

## Population et société

### Évolution démographique
L'évolution du nombre d'habitants est connue à travers les recensements de la population effectués dans la commune depuis 1793. À partir du 1er janvier 2009, les populations légales des communes sont publiées annuellement dans le cadre d'un recensement qui repose désormais sur une collecte d'information annuelle, concernant successivement tous les territoires communaux au cours d'une période de cinq ans. 
Pour les communes de moins de 10 000 habitants, une enquête de recensement portant sur toute la population est réalisée tous les cinq ans, les populations légales des années intermédiaires étant quant à elles estimées par interpolation ou extrapolation. Pour la commune, le premier recensement exhaustif entrant dans le cadre du nouveau dispositif a été réalisé en 2005,.
En 2013, la commune comptait 1 736 habitants, en évolution de +3,58 % par rapport à 2008 (Maine-et-Loire : +3,3 %, France hors Mayotte : +2,49 %).
| 1793  | 1800  | 1806  | 1821  | 1831  | 1836  | 1841  | 1846  | 1851  |
| ----- | ----- | ----- | ----- | ----- | ----- | ----- | ----- | ----- |
| 1 106 | 1 083 | 1 031 | 1 168 | 1 183 | 1 188 | 1 192 | 1 150 | 1 193 |

| 1856  | 1861  | 1866  | 1872  | 1876  | 1881  | 1886  | 1891  | 1896  |
| ----- | ----- | ----- | ----- | ----- | ----- | ----- | ----- | ----- |
| 1 187 | 1 213 | 1 248 | 1 230 | 1 212 | 1 232 | 1 179 | 1 116 | 1 083 |

| 1901  | 1906  | 1911  | 1921 | 1926 | 1931 | 1936 | 1946 | 1954 |
| ----- | ----- | ----- | ---- | ---- | ---- | ---- | ---- | ---- |
| 1 053 | 1 093 | 1 038 | 884  | 892  | 902  | 880  | 816  | 870  |

| 1962 | 1968 | 1975 | 1982  | 1990  | 1999  | 2006  | 2010  | 2013  |
| ---- | ---- | ---- | ----- | ----- | ----- | ----- | ----- | ----- |
| 864  | 887  | 904  | 1 088 | 1 278 | 1 366 | 1 612 | 1 762 | 1 736 |

### Pyramide des âges
La population de la commune est relativement jeune. Le taux de personnes d'un âge supérieur à 60 ans (16,4 %) est en effet inférieur au taux national (21,8 %) et au taux départemental (21,4 %).
Contrairement aux répartitions nationale et départementale, la population masculine de la commune est supérieure à la population féminine (51,5 % contre 48,7 % au niveau national et 48,9 % au niveau départemental).
La répartition de la population de la commune par tranches d'âge est, en 2008, la suivante :
- 51,5 % d’hommes (0 à 14 ans = 21,7 %, 15 à 29 ans = 17,5 %, 30 à 44 ans = 25 %, 45 à 59 ans = 21,1 %, plus de 60 ans = 14,7 %) ;
- 48,5 % de femmes (0 à 14 ans = 22,6 %, 15 à 29 ans = 16 %, 30 à 44 ans = 23,6 %, 45 à 59 ans = 19,5 %, plus de 60 ans = 18,4 %).

| Hommes | Classe d’âge | Femmes |
| ------ | ------------ | ------ |
| 0,0    | 90 ans ou +  | 0,3    |
| 4,6    | 75 à 89 ans  | 8,0    |
| 10,1   | 60 à 74 ans  | 10,1   |
| 21,1   | 45 à 59 ans  | 19,5   |
| 25,0   | 30 à 44 ans  | 23,6   |
| 17,5   | 15 à 29 ans  | 16,0   |
| 21,7   | 0 à 14 ans   | 22,6   |

| Hommes | Classe d’âge | Femmes |
| ------ | ------------ | ------ |
| 0,4    | 90 ans ou +  | 1,1    |
| 6,3    | 75 à 89 ans  | 9,5    |
| 12,1   | 60 à 74 ans  | 13,1   |
| 20,0   | 45 à 59 ans  | 19,4   |
| 20,3   | 30 à 44 ans  | 19,3   |
| 20,2   | 15 à 29 ans  | 18,9   |
| 20,7   | 0 à 14 ans   | 18,7   |

## Économie
Sur 123 établissements présents dans la commune à la fin de 2010, 25 % relevaient du secteur de l'agriculture (pour une moyenne de 17 % sur le département), 7 % du secteur de l'industrie, 20 % du secteur de la construction, 41 % de celui du commerce et des services et 7 % du secteur de l'administration et de la santé.

## Lieux et monuments
- Église Saint-Pierre, du XXe siècle ;
- Château de La Varenne, du XIXe siècle, inscrit aux Monuments historiques[21] ;
- Chapelle de la Bridonnière (ou de l'Île Bridon) (1916).

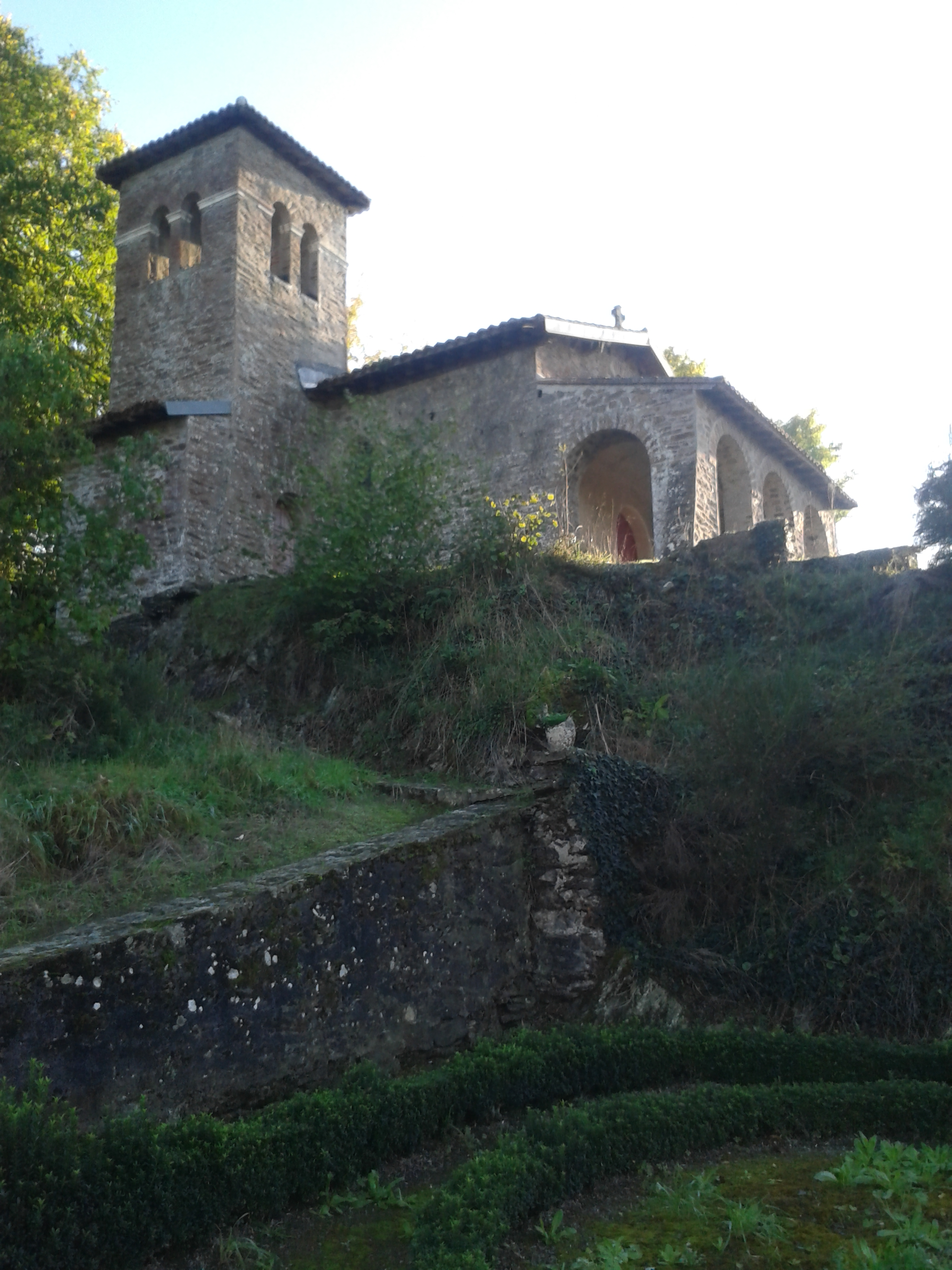
Chapelle de la Bridonnière